# Marie de France

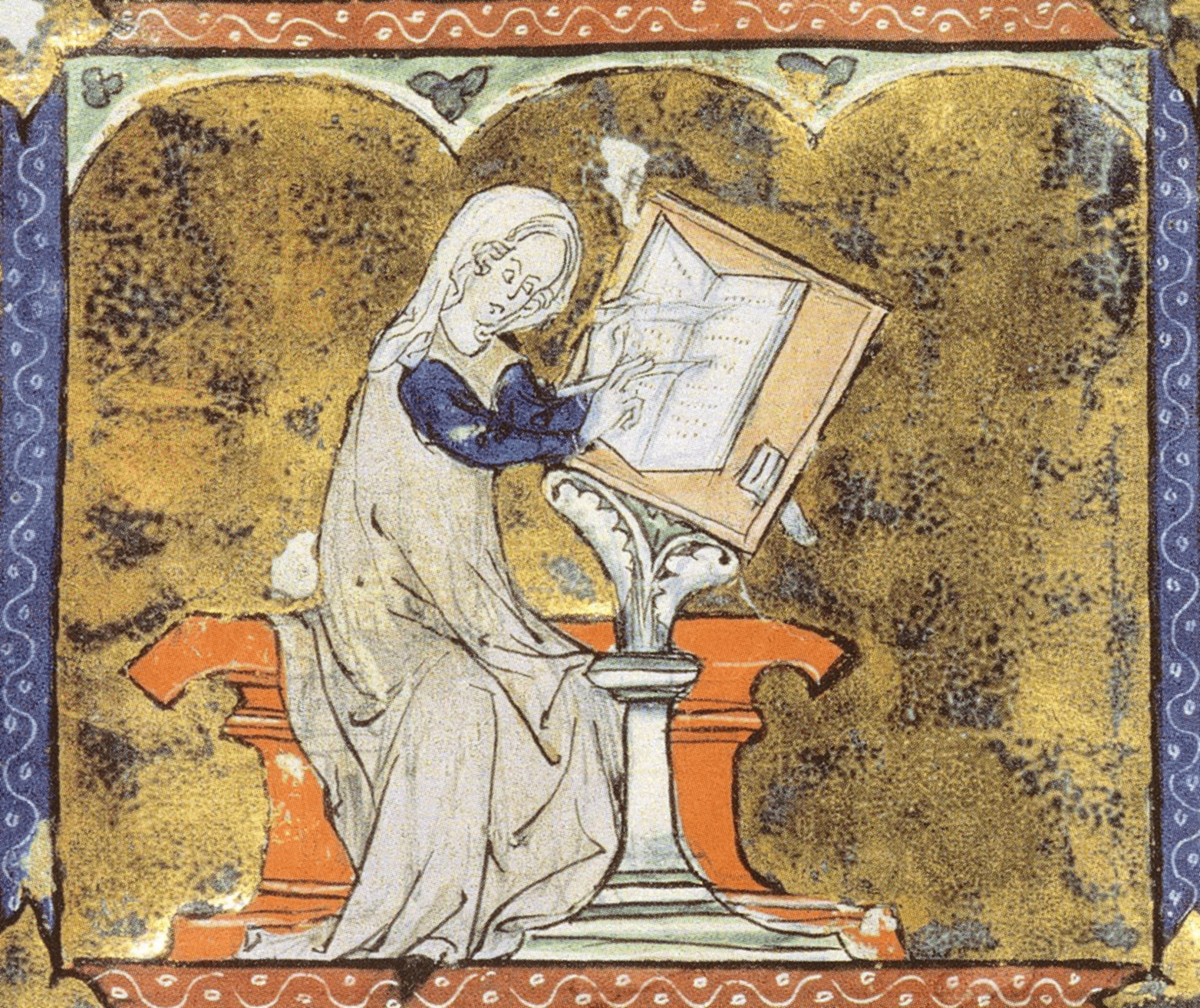
Marie de France, Buchmalerei von Richard von Verdun aus dem späten 13. Jahrhundert

Marie de France (* um 1135 in der Region Île-de-France; † um 1200 vermutlich in England) war eine französischsprachige Dichterin.

## Leben
Marie ist die erste bekannte Autorin der französischen Literatur, doch hat man keinerlei Informationen über ihre Person außer ihrer eigenen Angabe „Marie ai nun, si suis de France“ (Maria heiße ich und bin aus Frankreich), wonach sie aus dem Pariser Raum gebürtig sein müsste. Ihrer profunden Bildung nach zu urteilen, stammte sie sicher aus höchsten Kreisen. Möglicherweise ist sie identisch mit einer unehelichen Tochter Gottfrieds V. von Anjou, d. h. einer Halbschwester des englischen Königs Heinrich II., die als Äbtissin von Shaftesbury bezeugt ist.
Marie de France verfasste ihre Werke auf Anglonormannisch, denn ihr Zielpublikum war der englische Hof, in dessen Umfeld sie offenbar lebte. Am englischen Königshofe wurde seit Wilhelm, dem Eroberer, bis zum Ende des Hundertjährigen Krieges altfranzösisches Normannisch in seiner anglonormannischen Variante gesprochen.

## Werke
Maries bekanntestes und originellstes Werk sind die Lais, eine Sammlung von zwölf Versnovellen, die jeweils zwischen ca. 100 und ca. 1000 paarweise reimende Achtsilbler umfassen und offenbar über einen längeren Zeitraum um 1170 entstanden sind. Sie verarbeiten vor allem Märchenmotive, z. B. Feen- und Verwandlungsgeschichten, sowie Sagenstoffe. Letztere sind meist „britannischer“, das heißt keltischer Herkunft, darunter der Tristan-und-Isolde-Stoff, der hier zum ersten Mal greifbar wird, wenn auch nur in einer einzigen seiner zahlreichen Episoden.
Die Themen der schlicht und feinsinnig erzählten und heute noch ansprechenden Novellen sind sehr unterschiedlich, vor allem geht es um die Schwierigkeiten Liebender, zueinanderzukommen und/oder beieinanderzubleiben. Bei der Mehrzahl der Lais ergeben sich diese Schwierigkeiten nicht zuletzt daraus, dass die geliebte Frau verheiratet ist.
Marie hat darüber hinaus eine Sammlung von 102 Fabeln hinterlassen, den Esope oder Ysopet (1170–80). Als Quelle diente ihr, wie sie am Schluss angibt, eine altenglische Vorlage von „König Alfred“, der einer lateinischen Übersetzung der griechischen Fabelsammlung Aesops (6. Jh. v. Chr.?) gefolgt sei, wobei sichtlich auch andere Quellen benutzt worden sind.
Ihr letztes Werk ist das um 1190 entstandene L’Espurgatoire seint Patriz, eine Übertragung in französische Verse des lateinischen Prosatexts Tractatus de Purgatorio Sancti Patricii.

## Zeitkritik
Einige der Liebesdichtungen (Verserzählungen, Lais) der Marie de France prangern die Frauenfeindlichkeit schon zu Beginn der ungefähr hundert Jahre dauernden Epoche der Minnesänger, an. Sie „spricht [darin] die sexuelle Unterdrückung der adeligen Frau mit ungewöhnlicher Offenheit aus.“

## DieLais
Im Einzelnen handelt es sich um die folgenden zwölf Texte, die von der Liebe der Frauen handeln, deren gesellschaftliche Stellung in dieser Zeit einen Wandel erfährt:
- Guigemar oder Guingamor
- Equitan
- Le Fresne (‚Die Esche‘)
- Bisclavret: Die Geschichte von einem Werwolf, der sich nicht mehr zurück in einen Menschen verwandeln kann, weil seine Frau, um ihn loszuwerden, seine Kleidung versteckt hat. Der Betrogene kann sich am Ende jedoch aus seiner misslichen Lage befreien. Die Novelle zeigt, dass die Figuren mittelalterlicher Dichtung keineswegs eindimensional sind; denn der vordergründig böse Werwolf entpuppt sich am Ende als der eigentlich Gute.
- Lanval
- Les deus amanz (‚Die beiden Liebenden‘)
- Yonec
- Laüstic
- Milun
- Chaitivel
- Chevrefoil (Geißblatt-Lai)
- Eliduc

### Ausgaben
- Marie de France: Poetische Erzählungen nach alt-bretonischen Liebes-Sagen. Übersetzt von Wilhelm Hertz, hrsg. und Nachwort von Günther Schweikle. Phaidon, Essen 1986 ISBN 3-88851-115-1 (enthält zehn Texte als Übers., zwei als Inhaltsangaben im Anh.).
- Marie de France: Äsop. Eingel., kommentiert und übersetzt von Hans Ulrich Gumbrecht, München 1973.
- Marie de France: Die Lais. Übersetzt, mit einer Einleitung, einer Bibliographie sowie Anmerkungen versehen von Dietmar Rieger. Wilhelm Fink Verlag, München 1980 (Zweisprachige Ausgabe).
- The Lais of Marie de France. Penguin, London 1986, ISBN 0-14-044476-9 (übersetzt von Glyn S. Burgess und Keith Busby).
- Saint Patrick’s Purgatory. A Poem (Medieval and Renaissance Texts & Studies; Bd. 94). Verlag MRTS, Binghamton, NY 1993, ISBN 0-86698-108-X (übersetzt von Michael Curley).
- Jean Rychner (Hrsg.): Les Lais de Marie de France (Les classiques français du moyen âges, Bd. 93). Honoré Champion, Paris 1983, ISBN 2-85203-028-4.

### Sekundärliteratur
- Herman Brät, Marie de France et l’obscurité des anciens. In: Neuphilologische Mitteilungen, Bd. 79 (1978), S. 180–184, ISSN 0028-3754.
- Ebba Kristine Brightenback: Remarks on the ‘Prologue’ to Marie de France’s Lais. In: Romance Philology, Bd. 30 (1976), S. 168–177, ISSN 0035-8002.
- Glyn S. Burgess: The Lais of Marie de France: Text and Context. University of Georgia Press, Athens 1987, ISBN 0-8203-0948-6.
- J. C. Delcos: Encore sur le prologue des Lais de Marie de France. In: Le Moyen Âge/4. Série, Jg. 90 (1984), S. 223–232, ISSN 0027-2841.
- Bruno W. Häuptli: Marie de France. In: Biographisch-Bibliographisches Kirchenlexikon (BBKL). Band 22, Bautz, Nordhausen 2003, ISBN 3-88309-133-2, Sp. 805–808 (Artikel/Artikelanfang im Internet-Archive).
- Ernest Hoepffner: The Breton Lais. In: Roger S. Loomis (Hrsg.): Arthurian Literature in the Middle Ages. A collaborative history. Clarendon Press, Oxford 1979, ISBN 0-19-811588-1 (Nachdr. d. Ausg. Oxford 1959).
- June Hall McCash: La Vie seinte Audree. A Fourth Text by Marie de France?, in: Speculum 77 (2002) 744–777, ISSN 0038-7134.

Marie de France in der Belletristik
- Lauren Groff: „Matrix“. Aus dem Englischen von Stefanie Jacobs. Ullstein, Berlin 2022. ISBN 978-3-546-10037-3[4]